# ふたしかたしか
「ふたしかたしか」は、日本のバンドGO!GO!7188の15枚目のシングルである。2009年1月14日発売。発売元はBMG JAPAN。

## 概要
- 前作から8ヶ月ぶりとなる、アルバム『アンテナ』の先行シングル。
- メンバー3人のメインボーカル曲がそれぞれ収録されている。

## 収録曲
1. ふたしかたしか(7:08)
作詞：アッコ、作曲：ユウ、編曲：GO!GO!7188
メインボーカルはユウ
2. ばりぶり(2:54) 
作詞・作曲：アッコ、編曲：GO!GO!7188
メインボーカルはターキー
3. YOMEとして2008(3:37) 
作詞・作曲：アッコ、編曲：GO!GO!7188
メインボーカルはアッコ

## 収録アルバム
- オリジナル『アンテナ』（2009年2月4日）